# Апломб
Апло́мб (фр. aplomb — в буквальном смысле — отвесно, прямо, вертикально, равновесие, устойчивость, уверенность).
Балетный термин, обозначающий высшее мастерство балерины, которая способна остановиться на пике в движении, демонстрируя равновесие позы, или артиста балета, который с лёгкостью демонстрирует невероятную технику прыжков или уверенность вращения. 
В своём первоначальном значении слово «апломб», употреблённое в характеристике человека как личности, несло в себе сугубо положительную нагрузку. В конце XIX — начале XX века, согласно «Энциклопедическому словарю Брокгауза и Ефрона», апломбом называли «уверенность в действиях и находчивость в речи и в обращении с людьми». Такое же определение (слово в слово) дано и в Словаре иностранных слов, вошедших в состав русского языка под редакцией А. Н. Чудинова (1910 год). Так, например, говоря «британский апломб», подразумевали врождённое британское спокойствие и умение «держать удар».
Однако в XX веке употребление слова «апломб» применительно к персоне или организации приобрело негативную окраску. Филолог Н. Г. Комлев в своём «Словаре новых иностранных слов» описывает апломб следующими словами: «чрезмерная самоуверенность в поведении, в обращении с кем-либо». Апломб употребляется в одном ряду со словами «высокомерие», «заносчивость», «амбиция», «гонор» и т. п.
В настоящее время «апломб» чаще несёт негативную окраску. Что в значительной степени искажает смысл слова и термина. Так, в своих мемуарах доктор И. К. Мельников описывает своего коллегу Николая Михайловича Амосова следующими словами:

Был Амосов очень простым человеком — без какого-либо апломба и высокомерия. Когда я работал врачом и не знал ещё в лицо Амосова, однажды, выйдя из корпуса с медицинскими журналами, приказал ему, скромно стоявшему возле корпуса, отнести эти журналы в администрацию санатория. Амосов молча взял эти журналы и так же молча отнёс их по назначению. На следующий день на совещании у главврача, где присутствовал и я, и Амосов, Николай Михайлович, как бы между прочим, заметил: «А меня, профессора, здесь уже сделал курьером»…

В хореографии искусное удерживание равновесия также носит название «апломб».
Ф. М. Достоевский, Идиот, часть четвёртая, глава IV: «Генерал говорил с апломбом и даже немного растягивая слова».